# Ljudmila Kolčanova
Ljudmila Sergejevna Kolčanova (rusko Людмила Серге́евна Колчанова), ruska atletinja, * 1. oktober 1979, Šarja, Sovjetska zveza.
Nastopila je na poletnih olimpijskih igrah leta 2012, kjer je osvojila šesto mesto v skoku v daljino. Na svetovnih prvenstvih je osvojila srebrno medaljo leta 2007, na evropskih prvenstvih pa naslov prvakinje leta 2006.